# Kristal Silva
Yuselmi Cristal Silva Dávila (Soto la Marina, Tamaulipas, 26 de diciembre de 1991), conocida como Kristal Silva, es una presentadora, modelo, cantante y exreina de belleza mexicana. Es ganadora de los concursos Miss Earth México 2013 y Nuestra Belleza México 2016. Representó a México en Miss Tierra 2013 siendo parte del Top 8 y en Miss Universo 2016 donde formó parte del Top 9.

## Biografía
Kristal Silva nació el 26 de diciembre de 1991 en la ciudad de Soto la Marina, Tamaulipas, México. Es egresada de la Universidad Autónoma de Tamaulipas como Licenciada en Administración de Empresas. Actualmente radica en la Ciudad de México en dónde se desarrolla como conductora de la empresa TV Azteca desde 2018 en el programa Venga la alegría.
En 2023 inició su faceta como cantante, siendo integrante del grupo Reinas de corazones, junto a María Inés Guerra, Shanik Aspe, Jimena Gállego y Emma Escalante.

## Concursos de belleza

### Nuestra Belleza México 2016
La final del certamen se realizó el 31 de enero en la Ciudad de México, donde Silva compitió con otras 28 candidatas provenientes de los diferente estados del país. Al final del evento Silva fue coronada por su antecesora; Wendy Esparza como Nuestra Belleza México 2016.

### Miss Universo 2016
Como ganadora de Nuestra Belleza México 2016, Silva representó a México en Miss Universo 2016, logrando ser parte del Top 9 donde logró cautivar con su belleza. La competencia tuvo alrededor de 85 candidatas en el Mall of Asia Arena de Manila el 30 de enero de 2017; esta fue la segunda vez que Silva representó a México a nivel mundial en un concurso internacional en Filipinas. Silva dio a México su segunda clasificación de manera consecutiva, quedando dentro del top 9 de finalistas en Miss Universo.

## Filmografía

### Programas de televisión
| Año           | Programa           | Rol          | Ref.  |
| ------------- | ------------------ | ------------ | ----- |
| 2021          | Survivor México    | Participante |       |
| 2019          | Mexicana Universal | Conductora   | [ 1 ] |
| 2018          | Mexicana Universal | Conductora   | [ 2 ] |
| 2018-presente | Venga la alegría   | Conductora   | [ 3 ] |